# Lageniporina verrucosa
Lageniporina verrucosa is een mosdiertjessoort uit de familie van de Celleporidae. De wetenschappelijke naam van de soort is, als Lagenipora verrucosa, voor het eerst geldig gepubliceerd in 1928 door Ferdinand Canu en Ray Smith Bassler.